# Yanggak
La Isla Yanggak, es el nombre que recibe una isla en el río Taedong, que se cree es el más antiguo lugar de asentamiento de la ciudad de Pionyang, ahora la capital de la República Popular Democrática de Corea (conocida mejor como Corea del Norte). Una ciudad se ha desarrollado en el sur de la isla desde hace 2000 años.
La isla Yanggak alberga en la actualidad uno de los dos hoteles internacionales en Pionyang, el hotel Yanggakdo, inaugurado en 1995, de unos 47 pisos. Además posee un complejo de cines, un estadio de fútbol y un campo de golf. Posee una superficie aproximada de 1,2 km² (equivalentes a 120 hectáreas)